# Distretto governativo di Darmstadt
Il distretto governativo di Darmstadt (in tedesco: Regierungsbezirk Darmstadt) è uno dei tre distretti governativi del Land dell'Assia in Germania.

## Suddivisione
- Dieci circondari

1. Bergstraße
2. Darmstadt-Dieburg
3. Groß-Gerau
4. Alto Taunus
5. Meno-Kinzig
6. Meno-Taunus
7. Odenwald
8. Offenbach
9. Rheingau-Taunus
10. Wetterau

- Quattro città extracircondariali:

1. Darmstadt
2. Francoforte sul Meno (Frankfurt am Main)
3. Offenbach am Main
4. Wiesbaden